# Potrerillo Coapinole
Potrerillo Coapinole är en ort i Mexiko.   Den ligger i kommunen San Luis Acatlán och delstaten Guerrero, i den sydöstra delen av landet, 280 km söder om huvudstaden Mexico City. Potrerillo Coapinole ligger 804 meter över havet och antalet invånare är 700.
Terrängen runt Potrerillo Coapinole är lite bergig. Runt Potrerillo Coapinole är det ganska glesbefolkat, med 45 invånare per kvadratkilometer. Närmaste större samhälle är San Luis Acatlán, 17,9 km söder om Potrerillo Coapinole. I omgivningarna runt Potrerillo Coapinole växer huvudsakligen savannskog.